# Franz Anselm Schmitt

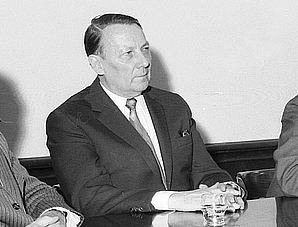
Franz Anselm Schmitt (1971)

Franz Anselm Schmitt (* 18. April 1908 in Karlsruhe; † 20. September 1978 in Düsseldorf) war ein deutscher Bibliothekar und Philologe. Er war von 1957 bis 1974 Direktor der Badischen Landesbibliothek in Karlsruhe.

## Leben
Franz Anselm Schmitt studierte Germanistik, Anglistik, Romanistik und Philosophie in Wien und Freiburg. In Freiburg war er Mitglied des KStV Neuenfels Freiburg und in Wien 1928 Gründungssenior des AKV Aggstein zu Wien. 1931 wurde er in Freiburg mit der Arbeit Die deutsche Heiligenlegende von Martin von Cochem promoviert, 1932 legte er sein Staatsexamen ab. Anschließend absolvierte er das Bibliotheksreferendariat an der Deutschen Bücherei in Leipzig und kam danach an die Badische Landesbibliothek, zunächst als wissenschaftlicher Hilfsarbeiter, dann 1951 als Bibliotheksrat. 1957 wurde er zum Direktor der Badischen Landesbibliothek ernannt.
Unter seiner Leitung wurde der Bestand der Badischen Landesbibliothek auf über 500.000 Bände vermehrt. Um die Kriegsverluste zu kompensieren, legte er eine Buchkunstsammlung und eine Einbandsammlung mit Meistereinbänden europäischer Provenienz aus dem 16. bis 19. Jahrhundert an. Auch schärfte er das Bestandsprofil der Badischen Landesbibliothek durch die Vermehrung der Sammlung moderner Handschriften und Autographen. Zudem akquirierte er die Nachlässe von Alfred Mombert, Leopold Ziegler, Emil Strauß, Alexander von Bernus, Albert Haueisen und Max Laeuger. 1960 holte er das Reinhold-Schneider-Archiv in die Badische Landesbibliothek und erwarb 1969 den Teilnachlass von Joseph Freiherr von Laßberg.
Während Schmitts Amtszeit erhielt die Badische Landesbibliothek, die nach dem Verlust ihres Gebäudes im Zweiten Weltkrieg provisorisch im Generallandesarchiv untergebracht gewesen war, einen neu errichteten Bibliotheksbau im Nymphengarten, den er 1964 eröffnen konnte.
Schmitt war Begründer der Badischen Bibliotheksgesellschaft e.V.

## Publikationen (Auswahl)
- Miniaturen aus dem Marienleben. Miniaturen aus alten Handschriften der Badischen Landesbibliothek Karlsruhe, Konstanz: Simon u. Koch 1958
- Stoff- und Motivgeschichte der deutschen Literatur. Eine Bibliographie, Berlin: De Gruyter 1959
- Der Stand der Handschriften-Katalogisierung bei der Badischen Landesbibliothek in Karlsruhe. In: Ewald Lissberger (Hg.): In libro humanitas. Festschrift für Wilhelm Hoffmann zum 60. Geburtstag, 21. April 1961, Stuttgart: Klett 1962, S. 216–231.
- Die Bergpredigt Christi. Miniatur aus dem spätromanischen Prachtevangelistar des Benediktinerklosters St. Peter im Schwarzwald, Basel: Feuermann 1964
- Die neue Badische Landesbibliothek, Karlsruhe 1965
- Die neuerstandene Badische Landesbibliothek, Karlsruhe 1965
- Zum Einzug der Badischen Landesbibliothek in ihren Neubau am Nymphengarten, Karlsruhe 1965
- Initial und Miniatur. Buchmalerei aus neun Jahrhunderten. Schätze der Badischen Landesbibliothek Karlsruhe, Stuttgart 1965
- (Hrsg.) Reinhold Schneider. Leben und Werk in Dokumenten, Olten: Walter-Verl. 1969
- Die drei Könige im Speyerer Evangelistar, Karlsruhe 1970
- Alexander von Bernus. Dichter und Alchymist. Leben und Werk in Dokumenten, Sonderausg. für die Alexander-von-Bernus-Ausstellung, Nürnberg: Carl 1971
- (Hrsg.) Das Evangelistar aus St. Peter. Eine spätromanische Bilderhandschrift der Badischen Landesbibliothek Karlsruhe, Basel: Feuermann 1971
- Bedeutende Nachlässe aus fünf Jahrhunderten in der Badischen Landesbibliothek Karlsruhe, Frankfurt/Main: Osterrieth 1972
- Kostbare Einbände, seltene Drucke. Aus der Schatzkammer der Badischen Landesbibliothek. Neuerwerbungen 1955 bis 1974, Karlsruhe: Badische Bibliotheksgesellschaft e.V. 1974